# Loveridgea
Loveridgea is een geslacht van wormhagedissen uit de familie wormhagedissen sensu stricto (Amphisbaenidae).

## Naam en indeling
De wetenschappelijke naam van de groep werd voor het eerst voorgesteld door Paulo Emilio Vanzolini in 1951. De wetenschappelijke geslachtsnaam Loveridgea is een eerbetoon aan de Britse bioloog Arthur Loveridge.

### Soorten
Het geslacht omvat de volgende soorten die onderstaand zijn weergegeven, met de auteur en het verspreidingsgebied.
| Naam                    | Auteur          | Verspreidingsgebied |
| ----------------------- | --------------- | ------------------- |
| Loveridgea ionidesii    | Battersby, 1950 | Tanzania            |
| Loveridgea phylofiniens | Tornier, 1899   | Tanzania            |

## Verspreiding en habitat
Er zijn twee soorten die voorkomen in delen van oostelijk Afrika en endemisch leven in Tanzania.

## Beschermingsstatus
Door de internationale natuurbeschermingsorganisatie IUCN is aan beide soorten een beschermingsstatus toegewezen. Loveridgea ionidesii wordt beschouwd als 'veilig' (Least Concern of LC) en Loveridgea phylofiniens als 'onzeker' (Data Deficient of DD).